# Microxeromagna lowei
Microxeromagna lowei is een slakkensoort uit de familie van de Hygromiidae. De wetenschappelijke naam van de soort is voor het eerst geldig gepubliceerd in 1835 door Potiez & Michaud.